# Noruega no Festival Eurovisão da Canção 2010
A Noruega foi o sétimo país a confirmar a sua presença no Festival Eurovisão da Canção 2010, a 16 de Maio de 2009, visto ter ganho o Festival Eurovisão da Canção 2009 no mesmo dia, tornando-se assim o anfitrião do evento em 2010. Com esta participação, a Noruega realiza a sua quadragésima nona participação no Festival Eurovisão da Canção. Para eleger o seu representante, a Noruega continuará a utilizar os seus já famosos Melodi Grand Prix, com várias semi-finais, uma segunda chance e uma grande final. No último ano, em 2009, a Noruega conseguiu alcançar o 1º lugar (entre 25), com 387 votos.

## Melodi Grand Prix 2010

### Semi-final 1
| # | Artista               | Canção            | Letrista (l) / Música (m)                                                                 | Resultados    |
| - | --------------------- | ----------------- | ----------------------------------------------------------------------------------------- | ------------- |
| 1 | Gaute Ormåsen         | "Synk eller svøm" | Gaute Ormåsen (m & l), Laila Samuelsen (m & l), Kim Bergseth (m & l)                      | Siste Sjansen |
| 2 | Lene Alexandra        | "Prima Donna"     | Jarl Aanestad (m & l), Simon Walker (l), Lene Alexandra (m & l)                           | Out           |
| 3 | Johnny Hide           | "Rewind Love"     | Julian Berntzen (m & l)                                                                   | Out           |
| 4 | Bjørn Johan Muri      | "Yes Man"         | Simone Larsen (m & l), Simen Eriksrud (m & l), Bjørn Johan Muri (m & l)                   | Siste Sjansen |
| 5 | Elisabeth Carew       | "Rocketfuel"      | Elisabeth Carew (m & l), Thomas Eriksen (m & l)                                           | Out           |
| 6 | Maria Haukaas Storeng | "Make My Day"     | Merethe La Verdi (m & l), Mats Lie Skåre (m)                                              | Final         |
| 7 | Keep of Kalessin      | "The Dragontower" | Arnt "Obsidian" Grønbech (m & l), Torbjørn Schei (l), Vegar Larsen (l), Robin Isaksen (l) | Final         |

### Semi-final 2
| # | Artista            | Canção                     | Letrista (l) / Música (m)                                              | Resultados    |
| - | ------------------ | -------------------------- | ---------------------------------------------------------------------- | ------------- |
| 1 | Venke Knutson      | "Jealous Cause I Love You" | Laila Samuelsen (m & l), Alexander Kronlund (m & l), Lucas Hilbert (m) | Siste Sjansen |
| 2 | Skanksters         | "Life Is Here Today"       | Arne Hovda (m & l)                                                     | Out           |
| 3 | Tomine Harket      | "Be Good To Me"            | Tommy La Verdi (m & l), Peter Ställmark (m & l)                        | Out           |
| 4 | Hanne Haugsand     | "Don't Stop"               | Mariann Thomassen (m & l), Lars Erik Westby (m)                        | Out           |
| 5 | Maria Arredondo    | "The Touch"                | Rolf Løvland (m & l)                                                   | Final         |
| 6 | Heine Totland      | "The Best Of Me Is You"    | Heine Totland (m & l), Hans Petter Aaserud (m & l), Arne Hovda (m & l) | Siste Sjansen |
| 7 | Alexander Stenerud | "Give It To Me"            | Alexander Stenerud (m & l)                                             | Final         |

### Semi-final 3
| # | Artista             | Canção                       | Letrista (l) / Música (m)                                                                   | Resultados    |
| - | ------------------- | ---------------------------- | ------------------------------------------------------------------------------------------- | ------------- |
| 1 | Mira Craig          | "I'll Take You High"         | Mira Craig (m & l)                                                                          | Siste Sjansen |
| 2 | Fred Endresen       | "Barracks On The Hill"       | Fred Endresen (m), Olaf Øwre (l)                                                            | Out           |
| 3 | Belinda Braza       | "Million Dollar Baby"        | Robin Nordahl (m & l), Frode Andersen (m & l), Gerard James Borg (m & l)                    | Out           |
| 4 | Didrik Solli-Tangen | "My Heart Is Yours"          | Hanne Sørvaag (m & l), Fredrik Kempe (m & l)                                                | Final         |
| 5 | The Diamond         | "European Girl"              | Matias Tellez (m & l), Håkon Njøten (m & l), Axel Vindenes (m & l)                          | Out           |
| 6 | Karoline Garfjell   | "Tokyo Night"                | Aggie Peterson (m & l)                                                                      | Siste Sjansen |
| 7 | A1                  | "Don't Wanna Lose You Again" | Ben Adams (m & l), Mark Read (m & l), Christian Ingebrigtsen (m & l), David Eriksen (m & l) | Final         |

### Siste Sjansen
As seguintes canções concorrerão na seguinte fase:
|  | Round 1                                    | Round 1                                    |                                   |          | Round 2 | Round 2 |  |  | Qualifers |  |
|  |                                            |                                            |                                   |          |         |         |  |  |           |  |
|  |                                            |                                            |                                   |          |         |         |  |  |           |  |
|  |                                            |                                            |                                   |          |         |         |  |  |           |  |
|  | Skanksters - "Life Is Here Today"          | Fora                                       |                                   |          |         |         |  |  |           |  |
|  | Skanksters - "Life Is Here Today"          | Fora                                       |                                   |          |         |         |  |  |           |  |
|  | Bjørn Johan Muri - "Yes Man"               | Vencedor                                   |                                   |          |         |         |  |  |           |  |
|  | Bjørn Johan Muri - "Yes Man"               | Vencedor                                   | Bjørn Johan Muri - "Yes Man"      | Vencedor |         |         |  |  |           |  |
|  |                                            |                                            | Bjørn Johan Muri - "Yes Man"      | Vencedor |         |         |  |  |           |  |
|  |                                            | Gaute Ormåsen - "Synk eller svøm"          | Fora                              |          |         |         |  |  |           |  |
|  | Gaute Ormåsen - "Synk eller svøm"          | Gaute Ormåsen - "Synk eller svøm"          | Fora                              | Vencedor |         |         |  |  |           |  |
|  | Gaute Ormåsen - "Synk eller svøm"          |                                            |                                   | Vencedor |         |         |  |  |           |  |
|  | Heine Totland - "The Best Of Me Is You"    | Fora                                       |                                   |          |         |         |  |  |           |  |
|  | Heine Totland - "The Best Of Me Is You"    | Fora                                       | Bjørn Johan Muri - "Yes Man"      |          |         |         |  |  |           |  |
|  |                                            |                                            |                                   |          |         |         |  |  |           |  |
|  |                                            | Venke Knutson - "Jealous Cause I Love You" |                                   |          |         |         |  |  |           |  |
|  | Johnny Hide - "Rewind Love"                | Fora                                       |                                   |          |         |         |  |  |           |  |
|  | Johnny Hide - "Rewind Love"                | Fora                                       |                                   |          |         |         |  |  |           |  |
|  | Mira Craig - "I'll Take You High"          | Vencedor                                   |                                   |          |         |         |  |  |           |  |
|  | Mira Craig - "I'll Take You High"          | Vencedor                                   | Mira Craig - "I'll Take You High" | Fora     |         |         |  |  |           |  |
|  |                                            |                                            | Mira Craig - "I'll Take You High" | Fora     |         |         |  |  |           |  |
|  |                                            | Venke Knutson - "Jealous Cause I Love You" | Vencedor                          |          |         |         |  |  |           |  |
|  | Karoline Garfjell - "Tokyo Night"          | Venke Knutson - "Jealous Cause I Love You" | Vencedor                          | Fora     |         |         |  |  |           |  |
|  | Karoline Garfjell - "Tokyo Night"          |                                            |                                   | Fora     |         |         |  |  |           |  |
|  | Venke Knutson - "Jealous Cause I Love You" | Vencedor                                   |                                   |          |         |         |  |  |           |  |
|  | Venke Knutson - "Jealous Cause I Love You" | Vencedor                                   |                                   |          |         |         |  |  |           |  |

### Final
| Artista               | Canção                       | Letrista (l) / Música (m)                                                                   | Resultados |
| --------------------- | ---------------------------- | ------------------------------------------------------------------------------------------- | ---------- |
| Maria Haukaas Storeng | "Make My Day"                | Merethe La Verdi (m & l), Mats Lie Skåre (m)                                                |            |
| Keep of Kalessin      | "The Dragontower"            | Arnt "Obsidian" Grønbech (m & l), Torbjørn Schei (l), Vegar Larsen (l), Robin Isaksen (l)   |            |
| Alexander Stenerud    | "Give It To Me"              | Alexander Stenerud (m & l)                                                                  |            |
| Maria Arredondo       | "The Touch"                  | Rolf Løvland (m & l)                                                                        |            |
| A1                    | "Don't Wanna Lose You Again" | Ben Adams (m & l), Mark Read (m & l), Christian Ingebrigtsen (m & l), David Eriksen (m & l) |            |
| Didrik Solli-Tangen   | "My Heart Is Yours"          | Hanne Sørvaag (m & l), Fredrik Kempe (m & l)                                                |            |
| Bjørn Johan Muri      | "Yes Man"                    | Simone Larsen (m & l), Simen Eriksrud (m & l), Bjørn Johan Muri (m & l)                     |            |
| Venke Knutson         | "Jealous Cause I Love You"   | Laila Samuelsen (m & l), Alexander Kronlund (m & l), Lucas Hilbert (m)                      |            |

CasioKids